# 2012年ロンドンオリンピックの聖火リレー
2012年ロンドンオリンピックの聖火リレー（2012ねんロンドンオリンピックのせいかリレー）は、ロンドンオリンピックに向けて行われた聖火リレーである。
2012年5月19日の ランズエンド岬（最西端）から、7月27日の 五輪スタジアム（ロンドンにある開会式場）までの70日間、8000マイル（約1万2800km）。約8000人のランナーがつなぐリレー範囲は、以下の通り。

## 準備
この概要は、リレー開始のほぼ1年前の2011年5月18日に発表された 。
その後、11月7日にルートの詳細が発表された（アイルランドを6月6日に通ることは12月8日に発表）。国内の1018の市町村を通過するこのコース設定は、「国民の95％が1時間以内に見に行くことが可能」なことを目指したという。
ちなみに、前回大会・北京オリンピックの聖火リレーの国際ルートにおいて抗議運動などが発生したことを受け、IOC理事会は2009年3月26日、聖火リレーの国際ルート廃止決定を発表していた。
Following a three month tour by w:LOCOG, local authorities submitted ideas to regional government and LOCOG by May 2010, such as Oxfordshire. However some counties such as Somerset declined to enter ideas on grounds of costs such as road closures, citing costs of up to £300,000.
On 26 May 2010 the start date of the Torch Relay was announced, along with three presenting partners – Coca-Cola, Lloyds TSB and Samsung. The torchbearer public nomination campaign, announced on 18 May 2011, called 'Moment to Shine', gave people across the UK the chance to be involved in the countdown to the start of the London 2012 Games.

## トーチ

### トーチ概要

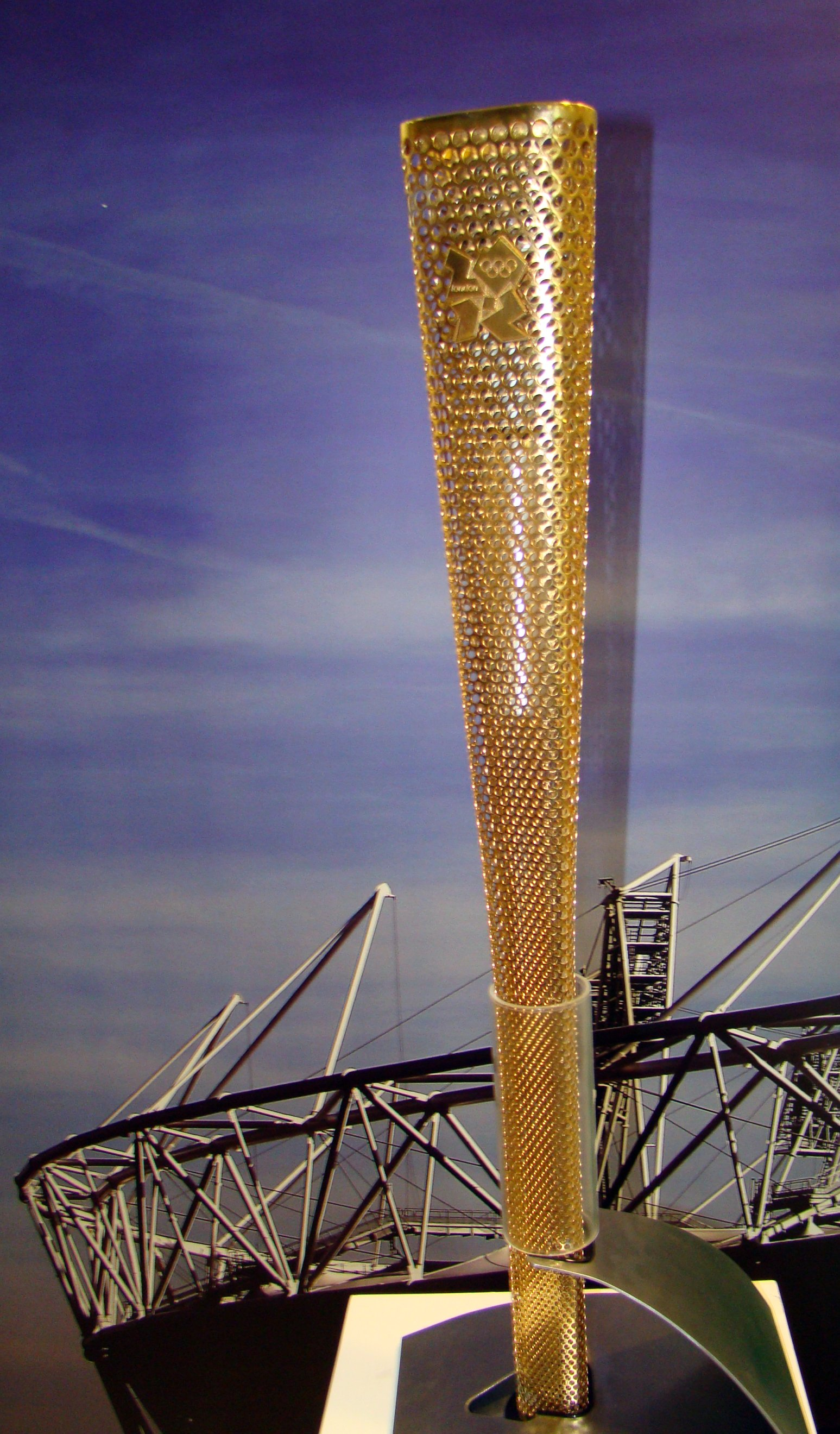
全体像

データ
この高さ800mm、重さ800gの金色のトーチは、2010年12月に開発がスタートされた。燃料はプロパンガスとブタンガスの混合物。ロンドン五輪組織委員会は強風・霧雨対策として、ミュンヘンにあるBMW社のエネルギーおよび環境テストセンター（ETC）にも耐久試験を依頼した。毎時80kmの強風、毎時50mmの雨への耐久を目指した。
デザインはバーバー&オズガビー（英語: Barber & Osgerby） (Edward Barber and Jay Osgerby)によるもので、聖火リレーが始まる前の2012年4月24日、2012年度のイギリス「最優秀デザイン賞」に選ばれた。
特殊アルミ合金製の表面には、聖火リレー走者のおよその人数を表す8000個の丸い穴が、レーザーカットによって開けられているのが特徴。この穴による軽量化や、ランナーの手への熱伝導緩和など、機能性も評価されての受賞だった。
なお、上部の形状が三角形になっているのは、以下の3にインスパイアされたためという。
- The three Olympic values - 「respect」「excellence」「friendship」
- The Olympic motto - 「faster」「higher」「stronger」（より速く、より高く、より強く）
- The vision of the 2012 Summer Olympics - 「sport」「education」「culture」
- 今回で3度目のロンドン五輪開催

予算と売買
トーチの制作費は1本約500ポンド（約6万2500円）といわれ、五輪公式スポンサーから五輪組織委員会へ、無償で提供された。また、約8000人の聖火ランナーのうち希望者は、1本200ポンド（約2万5000円）で購入が可能だった。中には、購入後にネットオークションに出品する人も聖火リレー開始数日後から発生。その後、ロンドン五輪組織委員会も公式オークションサイトを開設し、トーチの販売に至った。

## 聖火ランナー
組織委員会によると、今回の聖火ランナー8,000人のうち、少なくとも半数は24歳以下であるという。
なお、一般公募枠では、チャリティー活動などの功績が認められた人々も多く選ばれたという。
その他、「ロンドン五輪聖火ランナー公式スポンサー」であるロイズ・バンキング・グループ、サムスン電子、コカコーラからの推薦枠もあった。
著名人ランナーの例
- マイケル・ジョンソン（7月12日、ストーンヘンジ）
- アンディ・マレー→ビーナス・ウィリアムズ（7月23日、ウィンブルドン）

## ルートと詳細

### ルート(ギリシャ)
5月10日 (1日目)

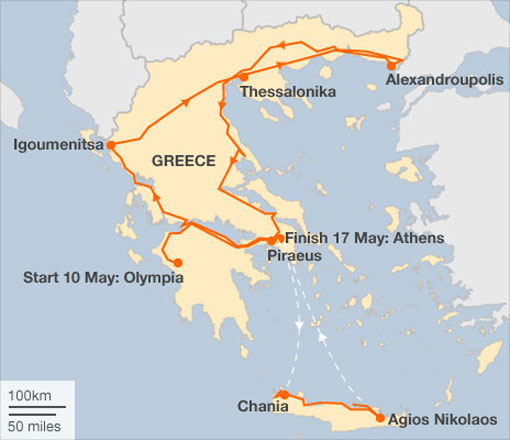
ギリシャ国内のルート地図

- オリンピア, Pyrgos, Amaliada (エーリス), Gastouni, Lechaina, コリントス, ピレウス

5月11日 (2日目)
- ハニア (クレタ島日目), レティムノ (クレタ島), Agios Nikolaos (Crete), イラクリオン (クレタ島), カステロリゾ島

5月12日 (3日目)
- ピレウス, パトラ, リオン・アンティリオン橋, Antirrio, Amfilochia, Preveza, Parga, イグメニツァ, ヨアニナ

5月13日 (4日目)

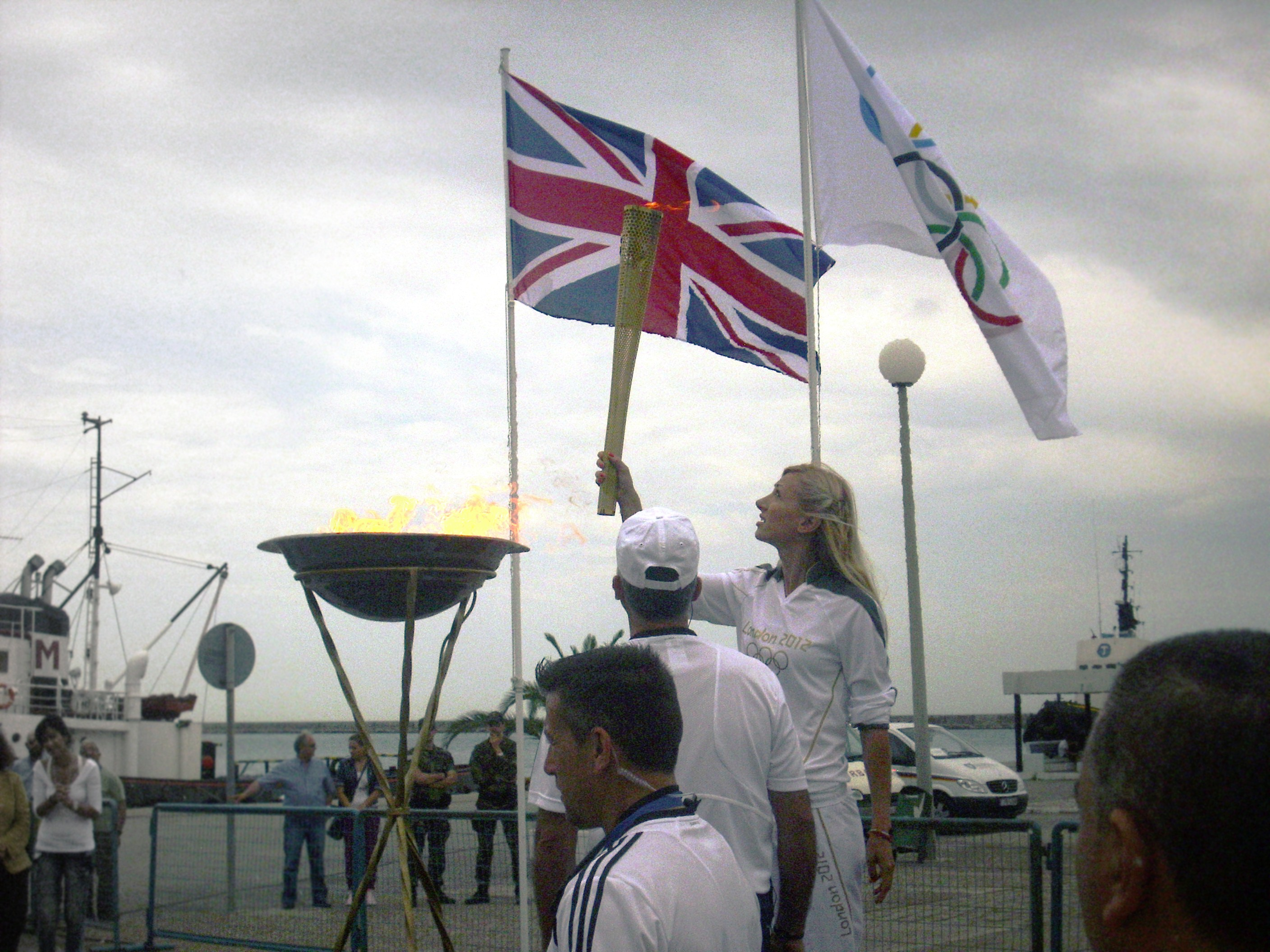
3: パトラ

- ヨアニナ, コザニ, ベレヤ, テッサロニキ (マケドニア), カヴァラ

5月14日 (5日目)
- カヴァラ, コモティニ, Kipoi, ギリシャ・トルコ国境地帯, アレクサンドルーポリ, クサンティ, Drama

5月15日 (6日目)
- Drama, セレス, カテリーニ, ラリサ, ヴォロス, ラミア

5月16日 (7日目)
- ラミア, ハルキス, アテネ, アテナイのアクロポリス

5月17日 (8日目)
- アテネ, パナシナイコ・スタジアム, アテネ

### ギリシャからの聖火輸送

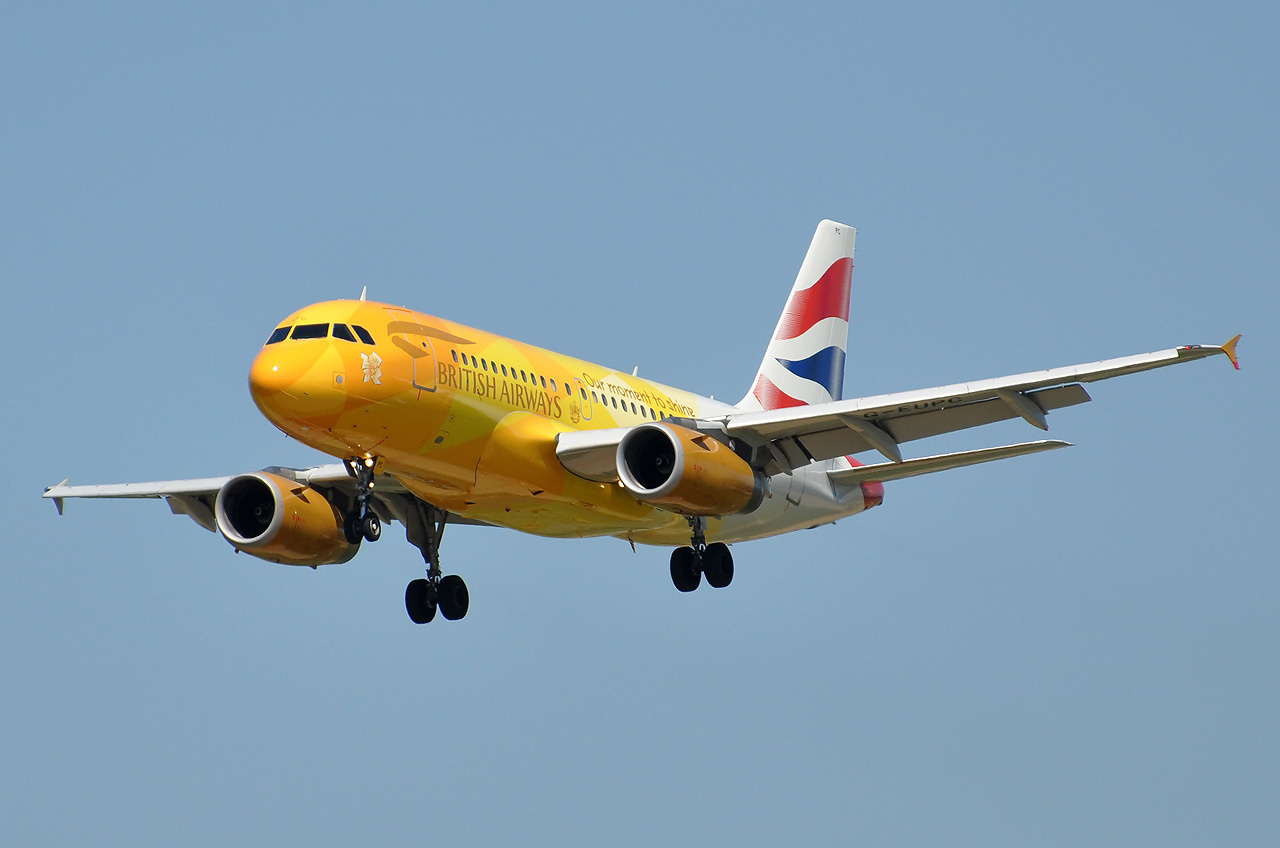
エアバスA319「THE FIREFLY」

2012年5月10日、ギリシャのオリンピア（古代オリンピック発祥の地）にあるヘラ神殿跡にて、採火式が行われた。古代ギリシャの白い衣装をまとった巫女役の女優、イノ・メネガキが凹面反射鏡を用いて太陽光を集め、トーチに聖火をともした。第1走者は英国生まれのギリシャ人水泳選手、スピロス・ヤニオティス。国内ではアテネまで約3000kmのリレーがスタート。
5月16日、イギリス側からは、英ブリティッシュ・エアウェイズのエアバスA319の特別塗装機"The Firefly（蛍）"（公募で1000以上の案から選ばれた）BA2012便が代表団を乗せてロンドン・ヒースロー空港からアテネへ、聖火を引き継ぐために向かった。
5月17日、アテネのパナシナイコ・スタジアムで聖火引き渡し式典がおこなわれ、スピロス・カプラロス（ギリシャ五輪委員会会長）からアン王女（英五輪委員会総裁）に聖火が手渡された。イギリス側からは、ボリス・ジョンソン（ロンドン市長）、セバスチャン・コー（ロンドン五輪組織委員会会長）、ヒュー・ロバートソン（英スポーツ大臣）、デビッド・ベッカム（大会親善大使）らも式典に参加した。
帰りの機内で聖火は、「儀式の炎」としてCivil Aviation Authorityに許可され、飛行中も4つのDavy lampの中で灯され続けた。
5月18日夜、イギリスのグレートブリテン島南西部ヘルストンにあるカルドロース英海軍航空基地に、同機が到着。アン王女が聖火の灯ったランタンと共にタラップを降り、デビッド・ベッカムが聖火を特設聖火台に点火した。
一夜明けて、771 Naval Air SquadronのメンバーがSea King helicopterというヘリコプターで、同グレートブリテン島西端のランズエンド岬へ、聖火を運んだ。第一走者はBen Ainslie。午前7時15分、約8000人による70日間のリレーがスタートとなった。

### ルート（イギリス）
| 30: ミドルズブラ                   | 34 |
| 29: ダラム                         | 33 |
| 28: ニューカッスル・アポン・タイン | 32 |
| 27: Alnwick                        | 31 |
| 26: エディンバラ                   | 30 |
| 25: ダンディー                     | 29 |
| 00: アバディーン                   | 28 |
| 24: ルイス島                       | 27 |
| 00: シェトランド諸島               | 26 |
| 23: オークニー諸島                 | 25 |
| 22: インヴァネス                   | 24 |
| 21: グラスゴー                     | 23 |
| 20: ベルファスト                   | 22 |
| 19: ダブリン                       | 21 |
| 18: Newry                          | 20 |
| 17: ロンドンデリー                 | 19 |
| 16: Portrush                       | 18 |
| 15: マン島                         | 17 |
| 14: リヴァプール                   | 16 |
| 13: ボルトン                       | 15 |
| 12: ストーク・オン・トレント       | 14 |
| 11: チェスター                     | 13 |
| 10: Bangor                         | 12 |
| 09: Aberystwyth                    | 11 |
| 08: スウォンジ                     | 10 |
| 00: カーディフ                     | 9  |
| 07: Malvern                        | 8  |
| 06: ウスター                       | 7  |
| 05: チェルトナム                   | 6  |
| 04: ブリストル                     | 5  |
| 03: Taunton                        | 4  |
| 02: エクセター                     | 3  |
| 00: プリマス                       | 2  |
| 01: ランズエンド岬                 | 1  |

| 35 | 31: キングストン・アポン・ハル |
| 36 | 32: ヨーク                     |
| 37 | 33: カーライル                 |
| 38 | 34: ボウネス                   |
| 39 | 35: ブラックプール             |
| 40 | 36: マンチェスター             |
| 41 | 37: リーズ                     |
| 42 | 38: シェフィールド             |
| 43 | 39: Cleethorpes                |
| 44 | 40: リンカン                   |
| 45 | 41: ノッティンガム             |
| 46 | 42: ダービー                   |
| 47 | 43: バーミンガム               |
| 48 | 44: コヴェントリー             |
| 49 | 45: レスター                   |
| 50 | 46: ピーターバラ               |
| 51 | 47: ノリッジ                   |
| 52 | 48: イプスウィッチ             |
| 53 | 49: Chelmsford                 |
| 54 | 50: ケンブリッジ               |
| 55 | 51: ルートン                   |
| 56 | 52: オックスフォード           |
| 57 | 53: レディング                 |
| 58 | 54: Basingstoke                |
| 59 | 00: ウィンチェスター           |
| 60 | 00: ソールズベリー             |
| 61 | 55: Weymouth and Portland      |
| 62 | 56: ボーンマス                 |
| 63 | 57: サウサンプトン             |
| 64 | 58: ガーンジー                 |
| 65 | 00: ジャージー                 |
| 66 | 00: ポーツマス                 |
| 67 | 59: Brighton and Hove          |
| 68 | 60: ヘイスティングス           |

| 72737475767778 大ロンドン （72 - 78） | 69 | 同            | 61: ドーバー               |
| 72737475767778 大ロンドン （72 - 78） | 70 | Deal          | 62: メイドストーン         |
| 72737475767778 大ロンドン （72 - 78） | 71 | 同            | 63: Guildford              |
| 72737475767778 大ロンドン （72 - 78） |    |               |                            |
| 72737475767778 大ロンドン （72 - 78） | 72 | グリニッジ    | 64: ウォルサム・フォレスト |
| 72737475767778 大ロンドン （72 - 78） | 73 | Redbridge     | 65: Bexley                 |
| 72737475767778 大ロンドン （72 - 78） | 74 | Lewisham      | 66: ワンズワース           |
| 72737475767778 大ロンドン （72 - 78） | 75 | Kingston      | 67: イーリング             |
| 72737475767778 大ロンドン （72 - 78） | 76 | Harrow        | 68: ハーリンゲイ           |
| 72737475767778 大ロンドン （72 - 78） | 77 | カムデン      | 69: ウェストミンスター     |
| 72737475767778 大ロンドン （72 - 78） | 78 | Hampton Court | 70: 五輪スタジアム         |
|                                       |    | 発            | 着                         |

### イギリス上陸
北アイルランドのロンドンデリーでIRA（アイルランド共和軍）支持者（約200人）と警官隊の衝突が発生した6月4日（17日目）には、当日にコースが一部変更された。
7月20日（63日目）には、ロンドン近郊のグレーブセンドで女性ランナーが走っている最中、何者かにトーチを奪われそうになったが、警察官の護衛によって事なきを得た。同日午後8時12分、ロンドン塔の上空へ飛んできたヘリコプターから、M・ウィリアムス海兵隊員がランタンを提げて降り、聖火がロンドン市内に入った。聖火はロンドン塔で一晩保管され、翌21日から開会式までの丸7日間、市内でのリレーがおこなわれた。なお、ロンドンでは前回の北京オリンピックでも聖火リレーがおこなわれた。

### 聖火のゴール
2012年7月27日夜、開会式の最中、テムズ川に現存する最古の運河「Limehouse Cut」を、モーターボートで聖火は運ばれた。後方で操縦するのは、元サッカーイングランド代表のデビッド・ベッカム。前方に同乗し聖火を担当したのは、U-17サッカーイングランド女子代表のJade Bailey。
オリンピック・スタジアム近くの船着き場で船ごしに、スティーヴ・レッドグレーヴ（過去五輪の金メダルを5個獲得したイギリスの元ボート選手）に聖火は託された。
五輪スタジアム・聖火台
スタジアム内まで走ってきたレッドグレーヴから、最終ランナーとなる7人の若手選手たち（Callum Airlie, Jordan Duckitt, Desiree Henry, Katie Kirk, Cameron MacRitchie, Aidan Reynolds, Adelle Tracey）へ聖火が引き継がれ、分けられた。7人が地面にある大きな花のような装置に聖火をかざすと、205（今回の参加地域の数）の器へ炎が広がり、それが立ち上がり聖火台となって一つの巨大な炎になった。聖火台のデザインはトーマス・ ヘザウィックが手がけた。

なお、日本（約40人全員）など数ヶ国の選手団は、入場行進後に場外に誘導されてしまったため、この点火の瞬間に立ち会えなかった。その後、組織委員会側から謝罪があったという。
7月30日までに、聖火台を南側スタンドへ移設する作業が完了した。過去の五輪と異なり、この聖火台は場外からは見えない。8月12日の閉会式で聖火は消え、聖火台も分解され、各選手団がそれぞれの国・地域へ持ち帰る予定になっている。

## ギャラリー

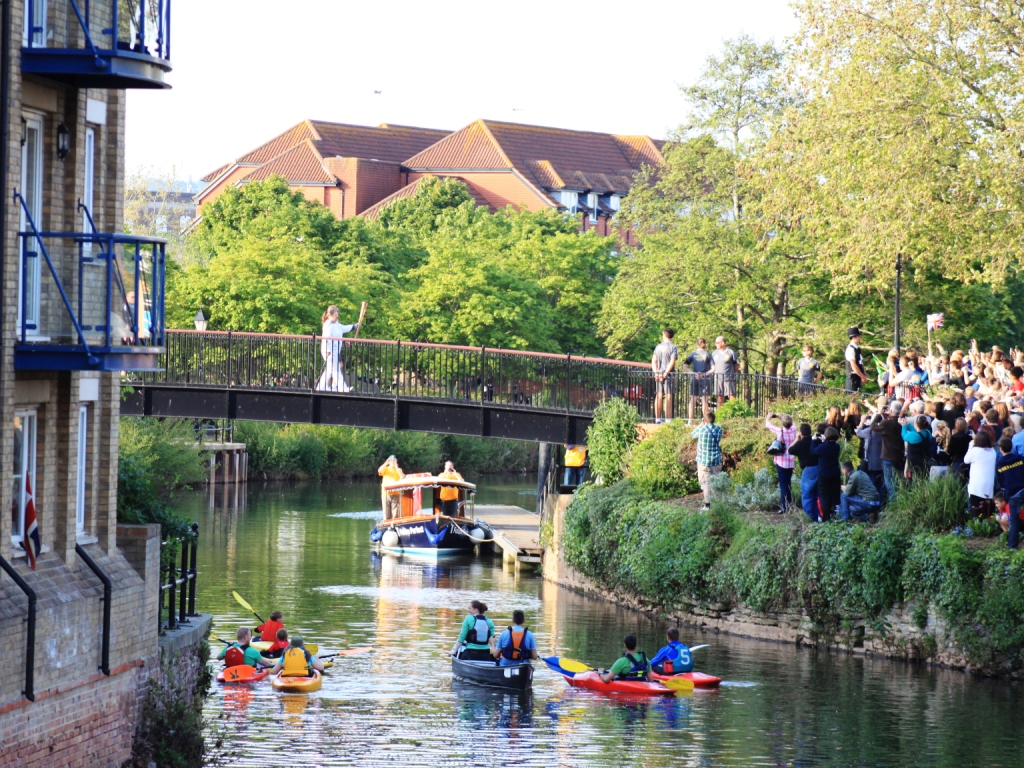
Day 3
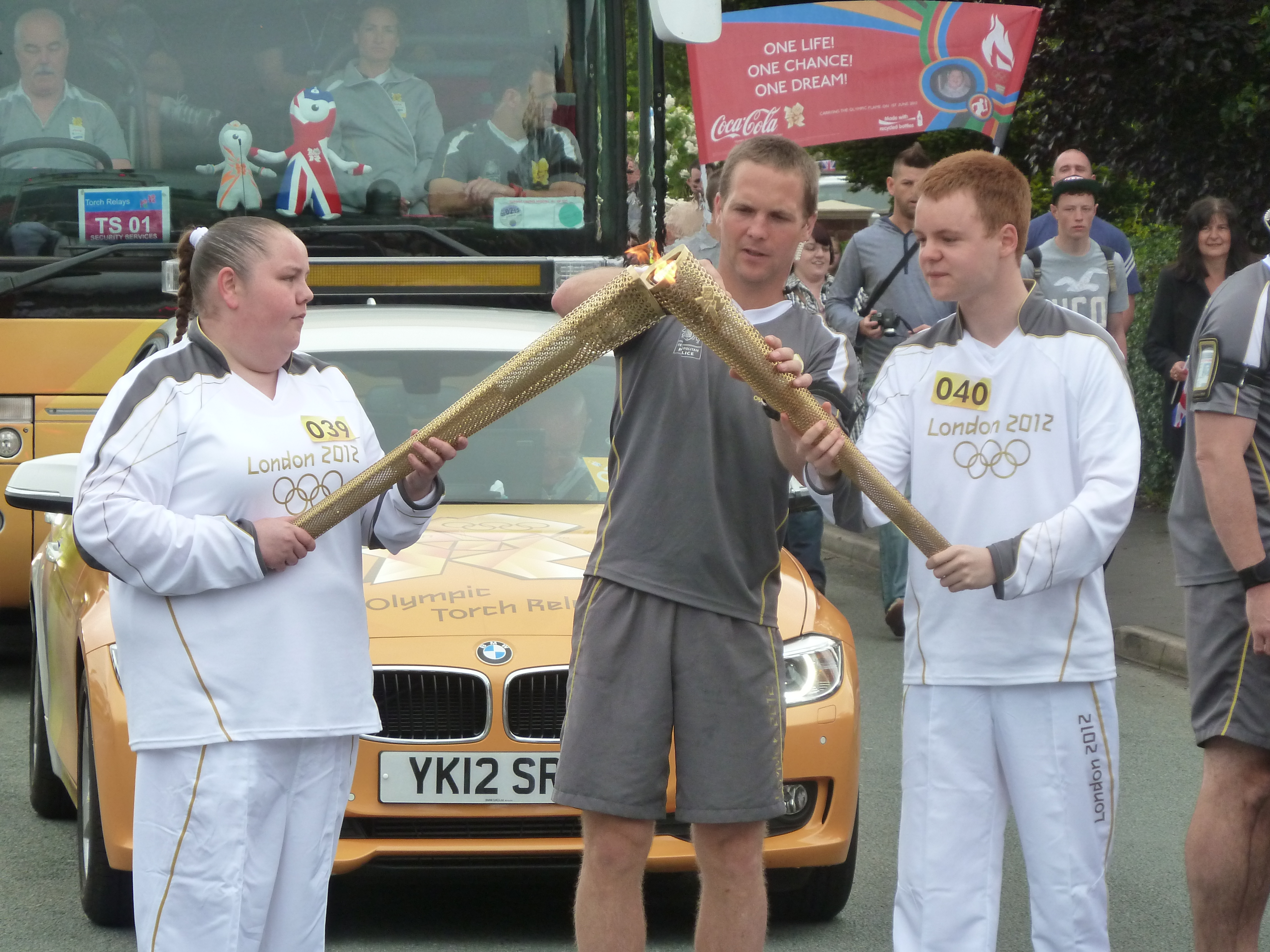
Day 14
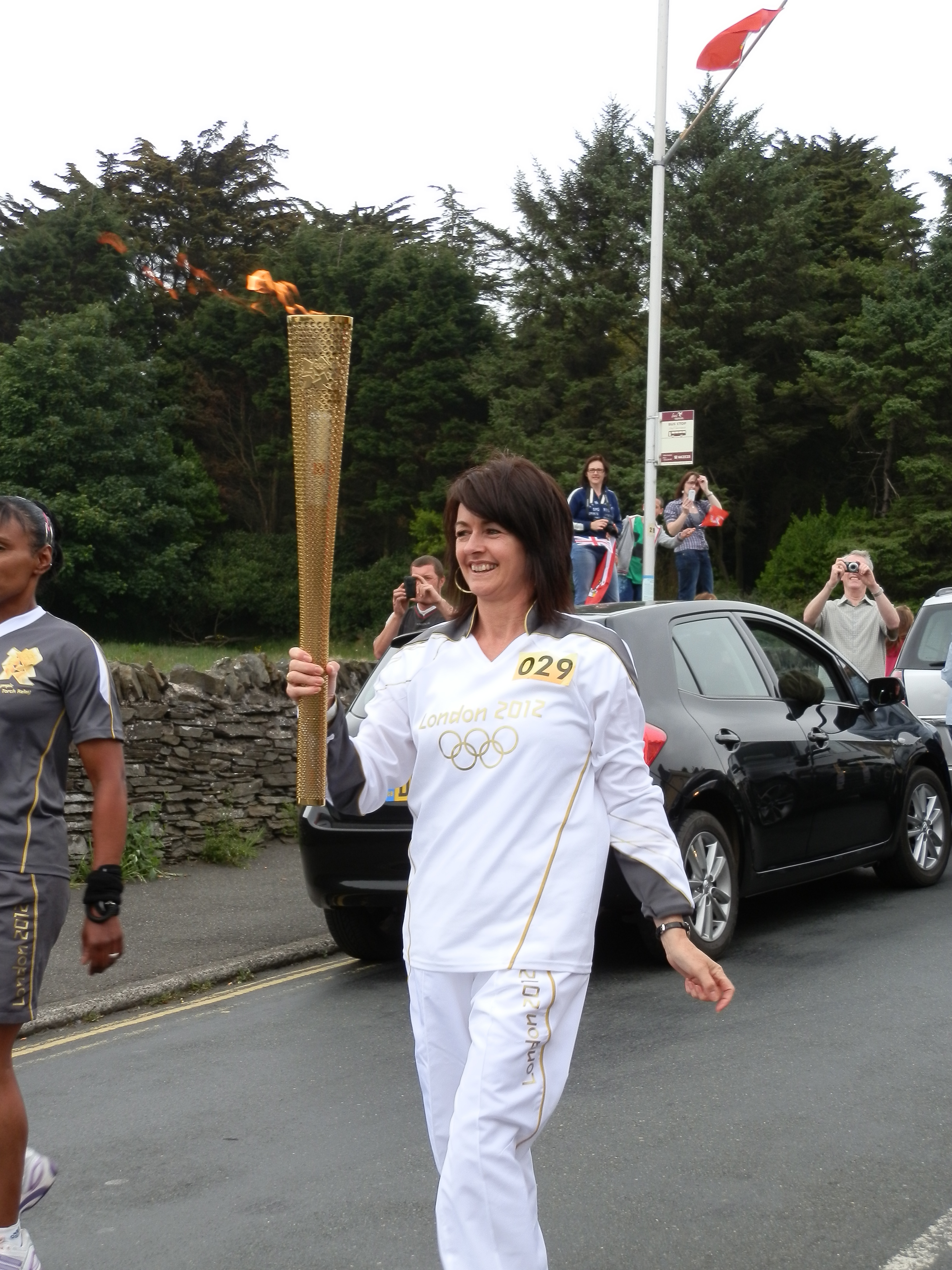
Day 15
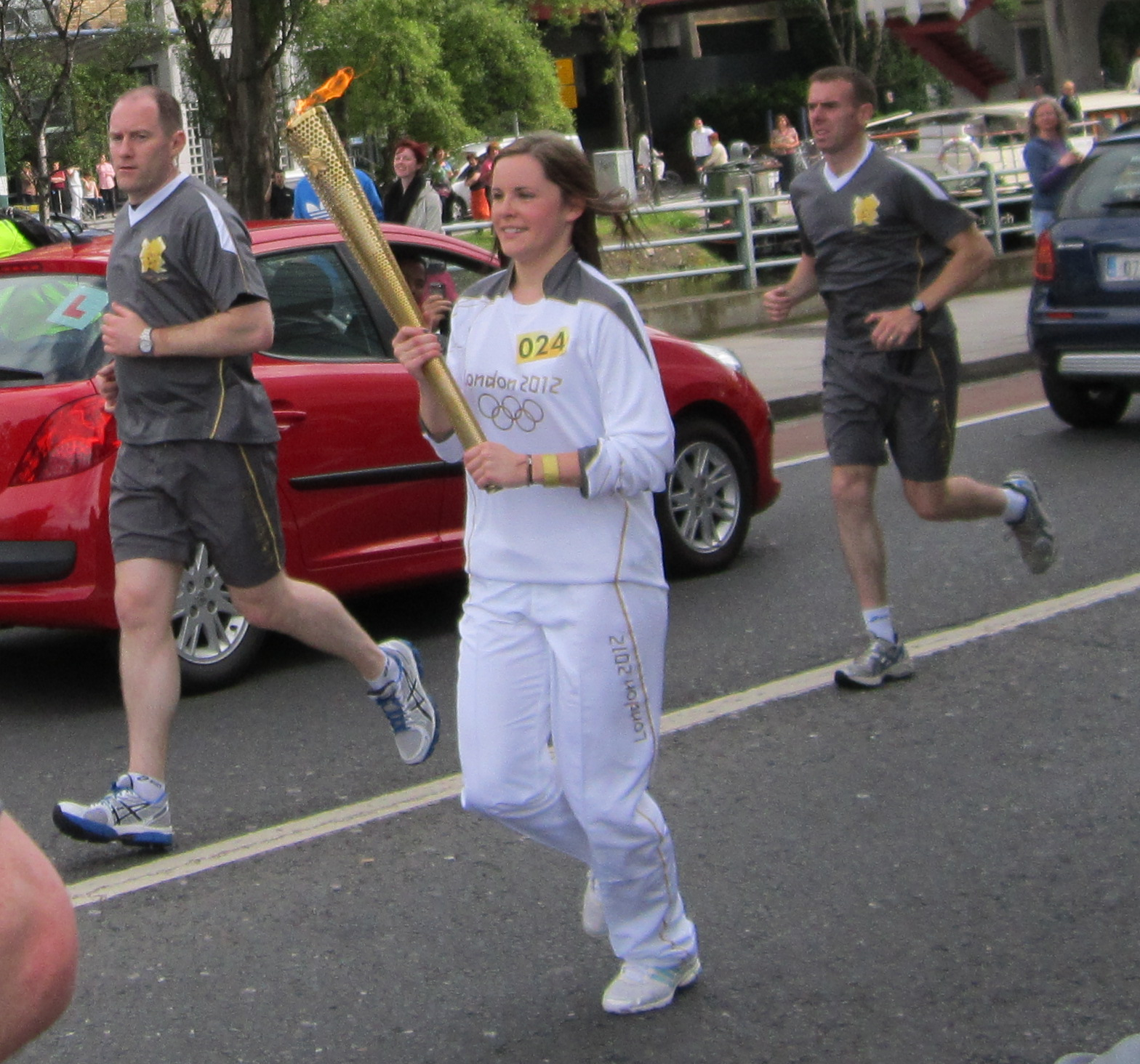
Day 19: ダブリン
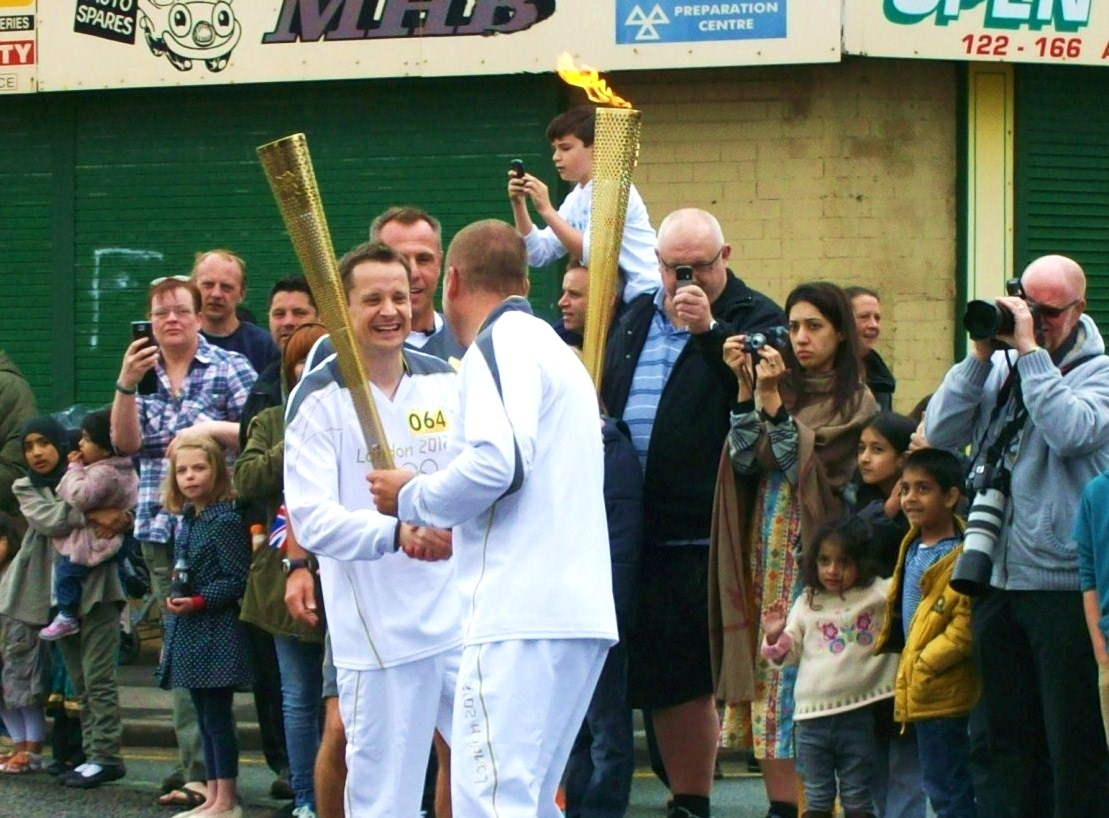
Day 37
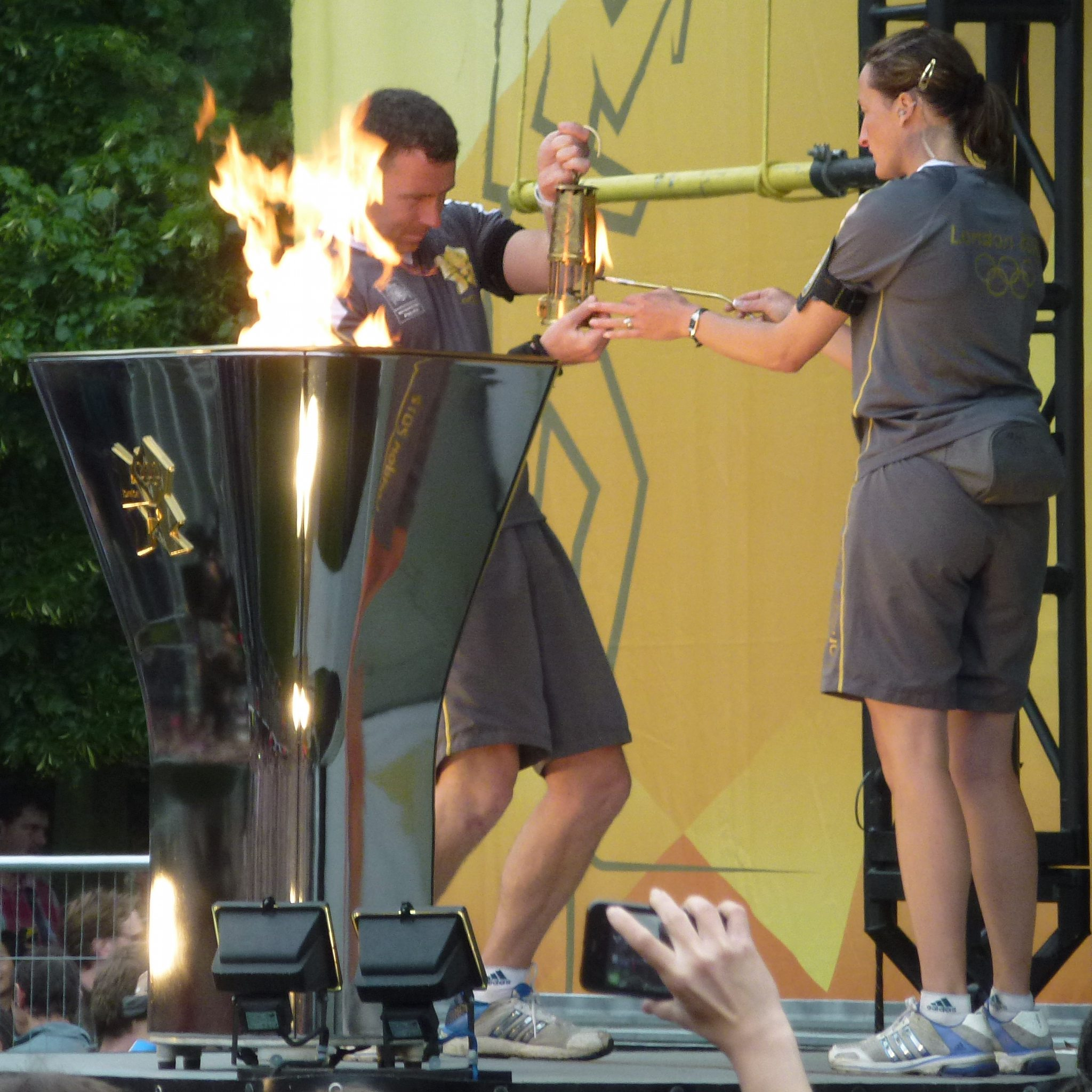
Day 50: ケンブリッジ
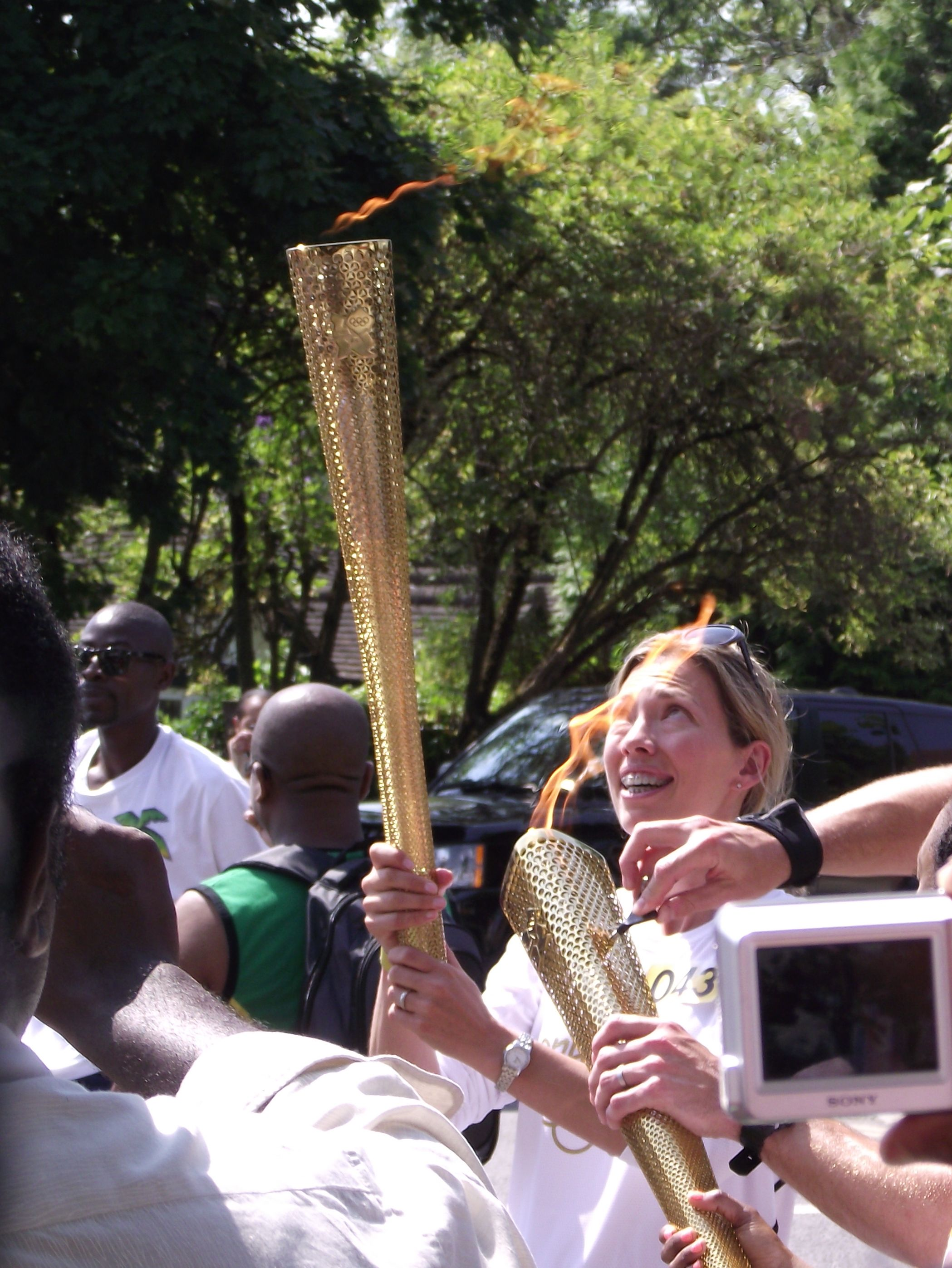
Day 68: 金メダリストのベッキー・スコット
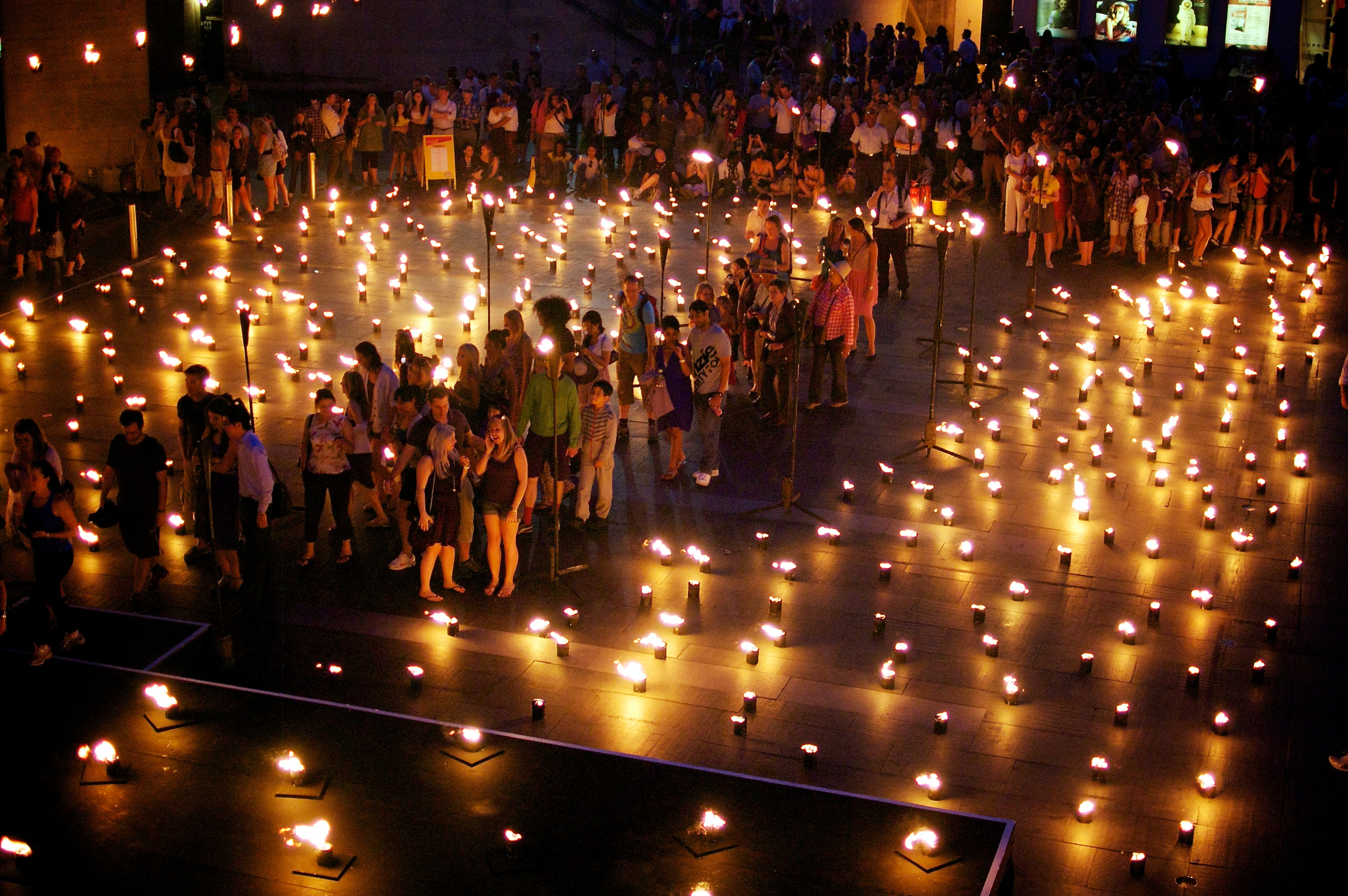
ロイヤル・ナショナル・シアター